# ニュースきっちん
『ニュースきっちん』は、2001年10月から2003年3月までKBS京都テレビで平日夜に放送されていた報道番組。

## 概要
『NEWSうしろの正面』と『NEWSワイド京都』の後継番組で、「番組づくりには女性からの視点をふんだんに取り込み、京都の出来事を分かりやすくしてみなさんにお伝えします」をコンセプトにしていた。番組セットは木目調に統一され、キッチンをバックにした明るい室内をイメージしたものに変わった。
番組の終了後、KBSはローカルニュースの放送枠を平日夕方枠へ移し、放送時間を拡大した後継番組『Live5』をスタートさせた。夜のニュースはその後、『京都新聞ニュース』として5分間のスポットニュース形式で放送されている（金曜日のみ『Weekly925』として、京都の一週間を振り返るワイドニュース番組を放送）。

## 放送時間

### 月曜日
- 21:00 - 22:00 （2001年10月 - 2002年3月） - 『NEWSうしろの正面』の名残で、月曜日のみ当初は1時間番組であった。
- 21:30 - 22:00 （2002年4月 - 2003年3月）

### 火曜日 - 金曜日
- 21:30 - 22:00 （2001年10月 - 2003年3月） - 『KBS京都エキサイトナイター』が早く終了した場合、ナイター終了直後から22:00まで事実上放送時間を拡大して放送していた。

## 出演者

### アナウンサー
- 平野智美（月曜日）
- 堀川節子（火曜日 - 金曜日）

### キャスター
- 茂山千三郎（狂言師、月曜日）
- 嶋浩一（当時天理大学助教授、火曜日・水曜日）
- 山崎浩一（弁護士、木曜日・金曜日）

## 備考
- 月曜日キャスターの茂山千三郎が登場したのは、放送開始から2か月後の12月からであった。その間、火曜日・水曜日キャスターの嶋浩一が月曜日キャスターも兼任していた。
- 2002年1月18日にNHK京都放送局で立てこもり事件が発生した際には、番組の内容を全面的に変更した上、20:55からの『Let's ドンキホーテ』と22:00からの『とっぴもナイト』を休止して事件を伝えた。

| KBS京都テレビ 夜のニュース 2001.10 - 2003.3 | KBS京都テレビ 夜のニュース 2001.10 - 2003.3 | KBS京都テレビ 夜のニュース 2001.10 - 2003.3 |
| 前番組                                      | 番組名                                      | 次番組                                      |
| ------------------------------------------- | ------------------------------------------- | ------------------------------------------- |
| NEWSワイド京都                              | ニュースきっちん                            | 月 - 木：京都新聞ニュース 金：Weekly925     |